# Чо Юн Ок
Чо Юн Ок (кор. 조윤옥, 25 лютого 1940 — 22 червня 2002) — південнокорейський футболіст, що грав на позиції нападника. По завершенні ігрової кар'єри — тренер.
Виступав, зокрема, за національну збірну Південної Кореї, згодом очолював її тренерський штаб.

## Клубна кар'єра
Народився 25 лютого 1940 року. Вихованець футбольної команди школи Донбук.
У дорослому футболі дебютував 1959 року виступами за команду клубу «КІК», згодом грав за «Дахан Тунгстен», в якому й завершив кар'єру футболіста у 1968 році.

## Виступи за збірні
1959 року дебютував в офіційних матчах у складі національної збірної Південної Кореї. Протягом кар'єри у національній команді, яка тривала 9 років, провів у формі головної команди країни 45 матчів, забивши 19 голів. 1960 року був учасником другого розіграшу кубка Азії, на якому корейці захищали титул діючих чемпіонів Азії. Фінальний турнір проходив у Південній Кореї, де його господарі виграли всі три матчі і удруге поспіль стали континентальними чемпіонами. Чо Юн Ок взяв участь в усіх іграх турніру і забив чотири голи — по два у ворота Південного В'єтнаму (5:1) і Ізраїлю (3:0).
Також захищав кольори олімпійської збірної Південної Кореї. У складі цієї команди провів 7 матчів, забив 3 голи і був учасником футбольного турніру на Олімпійських іграх 1964 року в Токіо.

## Кар'єра тренера
У січні 1983 був призначений головним тренером збірної Південної Кореї, яка протягом наступних восьми місяців провела під його керівництвом вісім матчів.
Наступного року деякий час працював з командою клубу «Пусан Ай Парк».
Помер 22 червня 2002 року на 63-му році життя.
| Дата       | Місто        | Господарі         | Результат | Гості             | Турнір                    | Голи | Примітки |
| ---------- | ------------ | ----------------- | --------- | ----------------- | ------------------------- | ---- | -------- |
| 1-9-1959   | Куала-Лумпур | Південний В'єтнам | 3 – 2     | Південна Корея    | Pestabola Merdeka 1959    | 1    |          |
| 2-9-1959   | Куала-Лумпур | Південна Корея    | 4 – 1     | Сінгапур          | Pestabola Merdeka 1959    | -    | 30'      |
| 6-9-1959   | Куала-Лумпур | Південна Корея    | 3 – 1     | Японія            | Pestabola Merdeka 1959    | 1    |          |
| 7-9-1959   | Куала-Лумпур | Малайзія          | 2 – 4     | Південна Корея    | товариський матч          | 1    |          |
| 13-9-1959  | Сінгапур     | Сінгапур          | 0 – 4     | Південна Корея    | товариський матч          | 1    |          |
| 14-10-1960 | Сеул         | Південна Корея    | 5 – 1     | Південний В'єтнам | Кубок Азії 1960           | 2    |          |
| 17-10-1960 | Сеул         | Південна Корея    | 3 – 0     | Ізраїль           | Кубок Азії 1960           | 2    |          |
| 21-10-1960 | Сеул         | Південна Корея    | 1 – 0     | Тайвань           | Кубок Азії 1960           | -    | 36'      |
| 6-11-1960  | Сеул         | Південна Корея    | 2 – 1     | Японія            | Відбір до ЧС 1962         | -    |          |
| 11-6-1961  | Токіо        | Японія            | 0 – 2     | Південна Корея    | Відбір до ЧС 1962         | -    |          |
| 8-10-1961  | Белград      | Югославія         | 5 – 1     | Південна Корея    | Відбір до ЧС 1962         | -    |          |
| 18-10-1961 | Анкара       | Туреччина         | 1 – 0     | Південна Корея    | товариський матч          | -    |          |
| 28-10-1961 | Янгон        | Бірма             | 1 – 3     | Південна Корея    | товариський матч          | -    |          |
| 4-11-1961  | Бангкок      | Таїланд           | 1 – 4     | Південна Корея    | товариський матч          | -    |          |
| 26-11-1961 | Сеул         | Південна Корея    | 1 – 3     | Югославія         | Відбір до ЧС 1962         | -    |          |
| 24-8-1962  | Джакарта     | Південна Корея    | 2 – 0     | Індія             | Азійські ігри             | -    |          |
| 27-8-1962  | Джакарта     | Південна Корея    | 3 – 2     | Таїланд           | Азійські ігри             | -    |          |
| 30-8-1962  | Джакарта     | Південна Корея    | 1 – 0     | Японія            | Азійські ігри             | 1    |          |
| 1-9-1962   | Джакарта     | Малайзія          | 1 – 2     | Південна Корея    | Азійські ігри             | -    |          |
| 4-9-1962   | Джакарта     | Індія             | 2 – 1     | Південна Корея    | Азійські ігри             | -    |          |
| 12-10-1962 | Сеул         | Південна Корея    | 2 – 0     | Індонезія         | товариський матч          | -    |          |
| 14-10-1962 | Сеул         | Південна Корея    | 2 – 0     | Індонезія         | товариський матч          | -    | 45'      |
| 11-8-1963  | Куала-Лумпур | Південна Корея    | 5 – 1     | Таїланд           | Pestabola Merdeka 1963    | 3    |          |
| 13-8-1963  | Куала-Лумпур | Південна Корея    | 1 – 1     | Японія            | Pestabola Merdeka 1963    | -    |          |
| 14-8-1963  | Куала-Лумпур | Південний В'єтнам | 1 – 3     | Південна Корея    | Pestabola Merdeka 1963    | 1    |          |
| 16-8-1963  | Куала-Лумпур | Малайзія          | 3 – 0     | Південна Корея    | Pestabola Merdeka 1963    | -    |          |
| 18-8-1963  | Куала-Лумпур | Тайвань           | 1 – 0     | Південна Корея    | Pestabola Merdeka 1963    | -    |          |
| 14-8-1965  | Куала-Лумпур | Таїланд           | 3 – 2     | Південна Корея    | Pestabola Merdeka 1965    | 1    |          |
| 17-8-1965  | Куала-Лумпур | Малайзія          | 0 – 2     | Південна Корея    | Pestabola Merdeka 1965    | 1    |          |
| 21-8-1965  | Іпох         | Південний В'єтнам | 0 – 0     | Південна Корея    | Pestabola Merdeka 1965    | -    |          |
| 23-8-1965  | Куала-Лумпур | Південна Корея    | 1 – 0     | Індія             | Pestabola Merdeka 1965    | -    |          |
| 25-8-1965  | Куала-Лумпур | Південна Корея    | 1 – 0     | Гонконг           | Pestabola Merdeka 1965    | -    |          |
| 28-8-1965  | Куала-Лумпур | Південна Корея    | 1 – 1     | Тайвань           | Pestabola Merdeka 1965    | 1    |          |
| 21-8-1966  | Куала-Лумпур | Таїланд           | 1 – 2     | Південна Корея    | Pestabola Merdeka 1966    | -    |          |
| 23-8-1966  | Куала-Лумпур | Південна Корея    | 0 – 2     | Бірма             | Pestabola Merdeka 1966    | -    |          |
| 27-8-1966  | Куала-Лумпур | Малайзія          | 1 – 2     | Південна Корея    | Pestabola Merdeka 1966    | -    |          |
| 29-7-1967  | Тайбей       | Південна Корея    | 1 – 1     | Індонезія         | Відбір до Кубка Азії 1968 | -    |          |
| 1-8-1967   | Тайбей       | Японія            | 2 – 1     | Південна Корея    | Відбір до Кубка Азії 1968 | -    |          |
| 1-8-1967   | Тайбей       | Тайвань           | 1 – 0     | Південна Корея    | Відбір до Кубка Азії 1968 | -    | 46'      |
| 11-8-1967  | Куала-Лумпур | Південна Корея    | 3 – 1     | Індонезія         | Pestabola Merdeka 1967    | -    |          |
| 13-8-1967  | Куала-Лумпур | Південна Корея    | 1 – 0     | Бірма             | Pestabola Merdeka 1967    | -    |          |
| 18-8-1967  | Куала-Лумпур | Тайвань           | 1 – 2     | Південна Корея    | Pestabola Merdeka 1967    | -    |          |
| 20-8-1967  | Куала-Лумпур | Південна Корея    | 3 – 0     | Сінгапур          | Pestabola Merdeka 1967    | 1    |          |
| 23-8-1967  | Куала-Лумпур | Малайзія          | 1 – 3     | Південна Корея    | Pestabola Merdeka 1967    | -    | 46'      |
| 26-8-1967  | Куала-Лумпур | Південна Корея    | 0 – 0     | Бірма             | Pestabola Merdeka 1967    | -    | 46'      |
| Усього     |              | Матчів            | 45        |                   | Голів                     | 19   |          |

## Титули і досягнення
- Переможець Юнацького (U-19) кубка Азії: 1959, 1960
- Володар Кубка Азії: 1960
- Срібний призер Азійських ігор: 1962